# Main Lake Park
Main Lake Park är en park i Kanada.   Den ligger i provinsen British Columbia, i den sydvästra delen av landet, 3 700 km väster om huvudstaden Ottawa. Main Lake Park ligger 163 meter över havet. Den ligger på ön Quadra Island. Main Lake Park ligger vid sjön Main Lake.
Terrängen runt Main Lake Park är kuperad åt nordväst, men åt sydost är den platt. Trakten är glest befolkad. 
I omgivningarna runt Main Lake Park växer i huvudsak barrskog.